# Cineardo de Winchester
Cineardo (em latim: Cyneardus, Cineheardus, Cynehardus, Cyniheardus e Kyneheardus; em inglês antigo:  Cynehard, Cyneheard, Kineheard e Kyneheard) foi bispo de Vintônia (Winchester) de 756 até sua morte em 759 ou 778.

## Vida

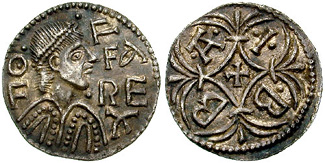
Pêni diademado de Ofa

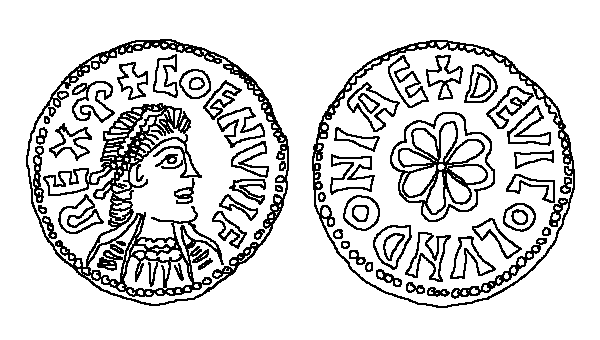
Manco de Cenúlfo

Foi feito bispo de Vintônia em 756. Em 757, testemunhou o documento do rei Etelbaldo que concedia 10 hidas perto do bosque de Toccan sceaga e o túmulo de Reada beorg ao abade Eamberto. Em 757/758, testemunhou o documento do rei Cenúlfo que cedia 5 hidas em North Stoke à Igreja de São Pedro na Batônia. Em 758, confirmou o documento de Cenúlfo que cedia 30 hidas em Moredon e Rodbourne à Abadia de Malmesbúria. Em 758, ele e Cenúlfo confirmaram 30 hidas próximas a Fontmell Brook, Dorcéstria, dadas a Egualdo e sua família no Mosteiro de Tisbúria. Em 762, testemunhou o documento de Cenúlfo que conferia 8 hidas entre os rios Earn (Fivehead) e Isle ao abade Edualdo e à Abadia de Muchélnia. Em 765, confirmou a consagração do arcebispo Jamberto e concessão de 10 hidas em Pyrton, no Condado de Oxônia, ao bispo Milredo dos Huícios por Ofa. Em 774, testemunhou o documento de Cenúlfo que cedia 2 ou 11 hidas no rio Wellow, em Somersécia, à Catedral de Wells.
Ele respondeu a Lulo de Mogúncia pedindo que continuasse a comunidade de oradores estabelecida por Bonifácio, bem como pediu alguns livros de assuntos espirituais e seculares, especialmente medicina; enviou presentes junto a carta, nomeadamente um pedaço de tecido. Numa segunda carta, Cineardo agradeceu Lulo por sua carta e presentes e prometeu rezar por ele e enviar-lhe presentes. Cineardo também enviou livros para Lulo sobre medicina produzidos no continente que eram muito difíceis de decifrar e eles trocaram listas de nomes de padres, diáconos, monges, freiras, etc. falecidos pelos quais suas comunidades rezariam e celebrariam missas.